# Lunas (Hérault)
Lunas is een plaats en voormalige gemeente in het Franse departement Hérault in de regio Occitanie en telt 651 inwoners (2011). De plaats maakt deel uit van het arrondissement Lodève.

## Geschiedenis
De gemeente fuseerde op 1 januari 2025 met Dio-et-Valquières tot de commune nouvelle Lunas-les-Châteaux, waar Lunas de hoofdplaats van werd.

## Geografie
De oppervlakte van Lunas bedraagt 45,5 km², de bevolkingsdichtheid is 14,0 inwoners per km².

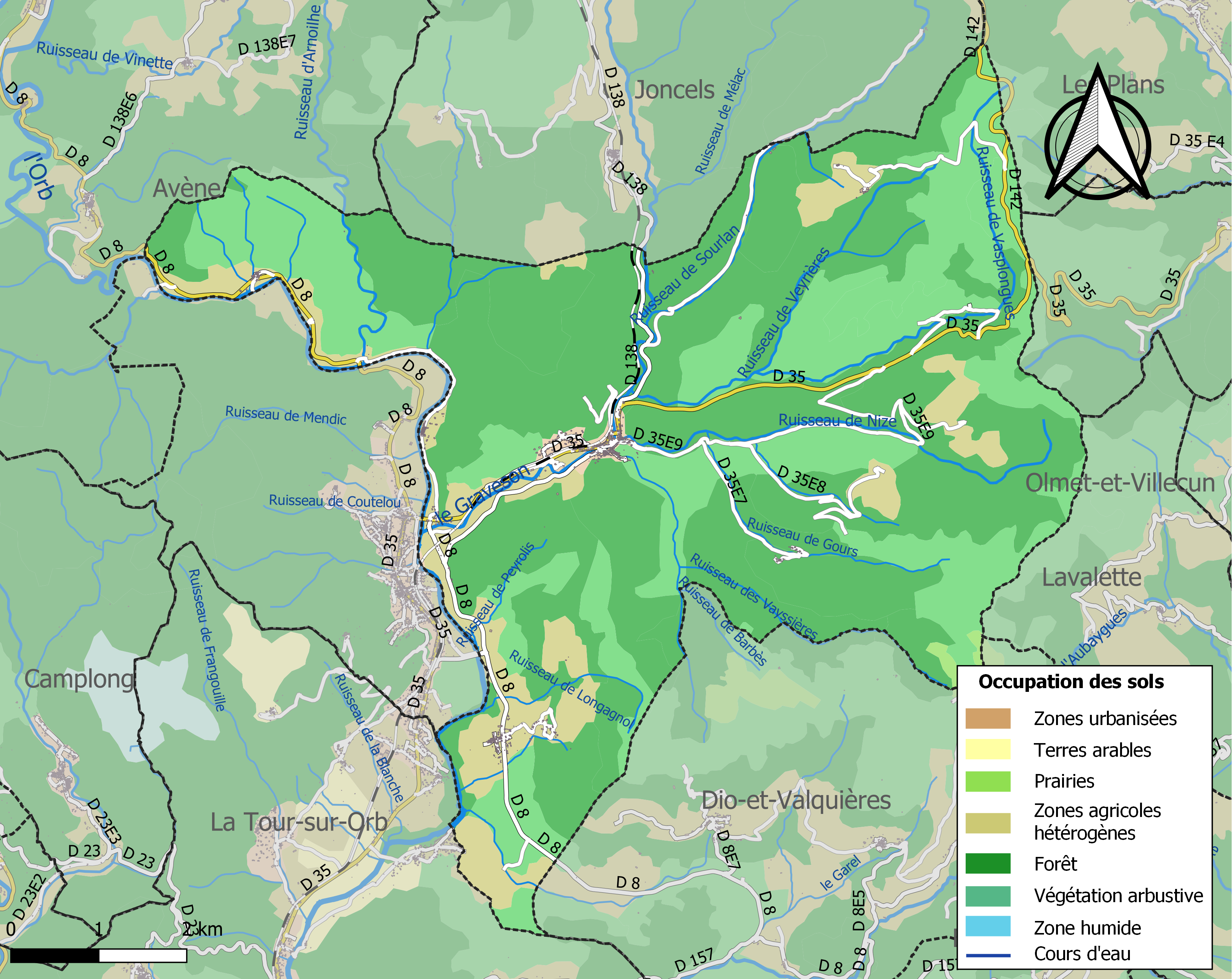
Kaart van de gemeente met de belangrijkste infrastructuur, bodemgebruik en omliggende gemeenten

## Demografie
Onderstaande figuur toont het verloop van het inwonertal (bron: INSEE-tellingen).
Dio · Lunas · Valquières